# Station Tamagawa (Osaka)
Station Tamagawa (玉川駅, Tamagawa-eki) is een metrostation in de wijk Fukushima-ku in de Japanse stad Osaka. Het wordt aangedaan door de Sennichimae-lijn. Het station ligt vlak naast het station Noda, dat wordt aangedaan door de Osaka-ringlijn.

## Treindienst

### Sennichimae-lijn(stationsnummer S12)
| 1 | ■ Sennichimae-lijn | richting Awaza, Namba, Tsuruhashi en Minami-Tatsumi |
| 2 | ■ Sennichimae-lijn | richting Nodahanshin                                |

## Geschiedenis
Het station werd in 1969 geopend aan de Sennichimae-lijn.
Nodahanshin · Tamagawa · Awaza · Nishi-Nagahori · Sakuragawa · Namba ·  Nippombashi · Tanimachi Kyūchōme · Tsuruhashi · Imazato · Shin-Fukae · Shōji · Kita-Tatsumi · Minami-Tatsumi